# باول مروان ثابت
باول مروان ثابت هو كاهن كاثوليكي لبناني، ولد في 20 يوليو 1961 في بحمدون في لبنان.